# この新しい朝に
「この新しい朝に」（このあたらしいあさに）は、浜田省吾の41枚目のシングル。2021年3月13日にデジタルシングルとして先行配信され、同年の6月23日にマキシシングルとして発売された。

## 解説
前作「MIRROR/DANCE」から7ヶ月ぶりとなるシングルで、『Journey of a Songwriter 〜 旅するソングライター』以来、約6年ぶりとなる新曲である。人がいなくなった街、途切れた未来など、2020年以降の新型コロナウイルスの流行を思わせる内容となっている。
浜田自身初のデジタルシングルとしてリリースされ、同年の4月21日にマキシシングルとして発売されることが決まり、カップリング曲に1976年に発表したアルバム『生まれたところを遠く離れて』の収録曲である「青春の絆」と、デビューシングル「路地裏の少年」のB面である「壁にむかって」のニューヴァージョンを追加して6月23日にCDで発売されると同時に、自身初の初の詩集『Journey of a Songwriter』も発売された。

## 収録曲
| 全作詞・作曲: 浜田省吾。 |                    |          |            |      |
| #                        | タイトル           | 作詞     | 作曲・編曲 | 時間 |
| 1.                       | 「この新しい朝に」 | 浜田省吾 | 浜田省吾   | 5:45 |
| 合計時間:                | 合計時間:          | 5:45     |            |      |

| 全作詞・作曲: 浜田省吾、全編曲: 星勝。 |                    |          |            |      |
| #                                      | タイトル           | 作詞     | 作曲・編曲 | 時間 |
| 1.                                     | 「この新しい朝に」 | 浜田省吾 | 浜田省吾   | 5:47 |
| 2.                                     | 「青春の絆」       | 浜田省吾 | 浜田省吾   | 6:38 |
| 3.                                     | 「壁にむかって」   | 浜田省吾 | 浜田省吾   | 5:00 |
| 合計時間:                              | 合計時間:          | 17:25    |            |      |

## 参加ミュージシャン
- Programming：Mayo Suzuki & 星勝
- Strings Programming：Yujiro Okazaki

| この新しい朝に - Drums：小田原豊 - Bass：美久月千晴 - Guitar：長田進 - Keyboards：河内肇 | 青春の絆 - Drums：小田原豊 - Bass：美久月千晴 - Guitar：長田進 - Keyboards：河内肇 - Saxophone：古村敏比古 - Trombone：清岡太郎 - Trumpet：佐々木史郎 | 壁にむかって - Drums：小田原豊 - Bass：美久月千晴 - Guitar：長田進 - Keyboards：河内肇 - Organ：福田裕彦 - Saxophone：古村敏比古 - Trombone：清岡太郎 - Trumpet：佐々木史郎 |